# Исторически филм
Историческите филми са филмов жанр, в който сюжетът се развива в отминал исторически период. Обикновено се фокусират върху определени исторически събития или личности, като във втория случай се определят като биографични. За разлика от документалните филми те пресъздават художествено темата, като нерядко се отклоняват или излизат далеч извън рамките на исторически установените факти. Някои исторически филми, наричани също костюмни, не третират конкретни, известни от историята събития или хора, а имат изцяло измислен сюжет, като отделят повече внимание на характерни черти на културата или нравите в съовтевната историческа епоха.